# ساککو
ساککو (به ایتالیایی: Sacco) یک کومونه در ایتالیا است که در استان سالرنو واقع شده‌است. ساککو ۲۳ کیلومتر مربع مساحت و ۵۸۲ نفر جمعیت دارد و ۵۰۰ متر بالاتر از سطح دریا واقع شده‌است.